# Kefersteinia chocoensis
Kefersteinia chocoensis är en orkidéart som beskrevs av Günter Gerlach och Karlheinz Senghas. Kefersteinia chocoensis ingår i släktet Kefersteinia och familjen orkidéer. Inga underarter finns listade i Catalogue of Life.